# Polpi volanti
Nell'universo immaginario creato dallo scrittore H. P. Lovecraft, i polpi volanti sono entità aliene che scesero da Nettuno fin sulla Terra per colonizzarla circa 750 milioni di anni fa.
I polpi volanti compaiono per la prima volta nel racconto L'ombra calata dal tempo (1935).

## Descrizione

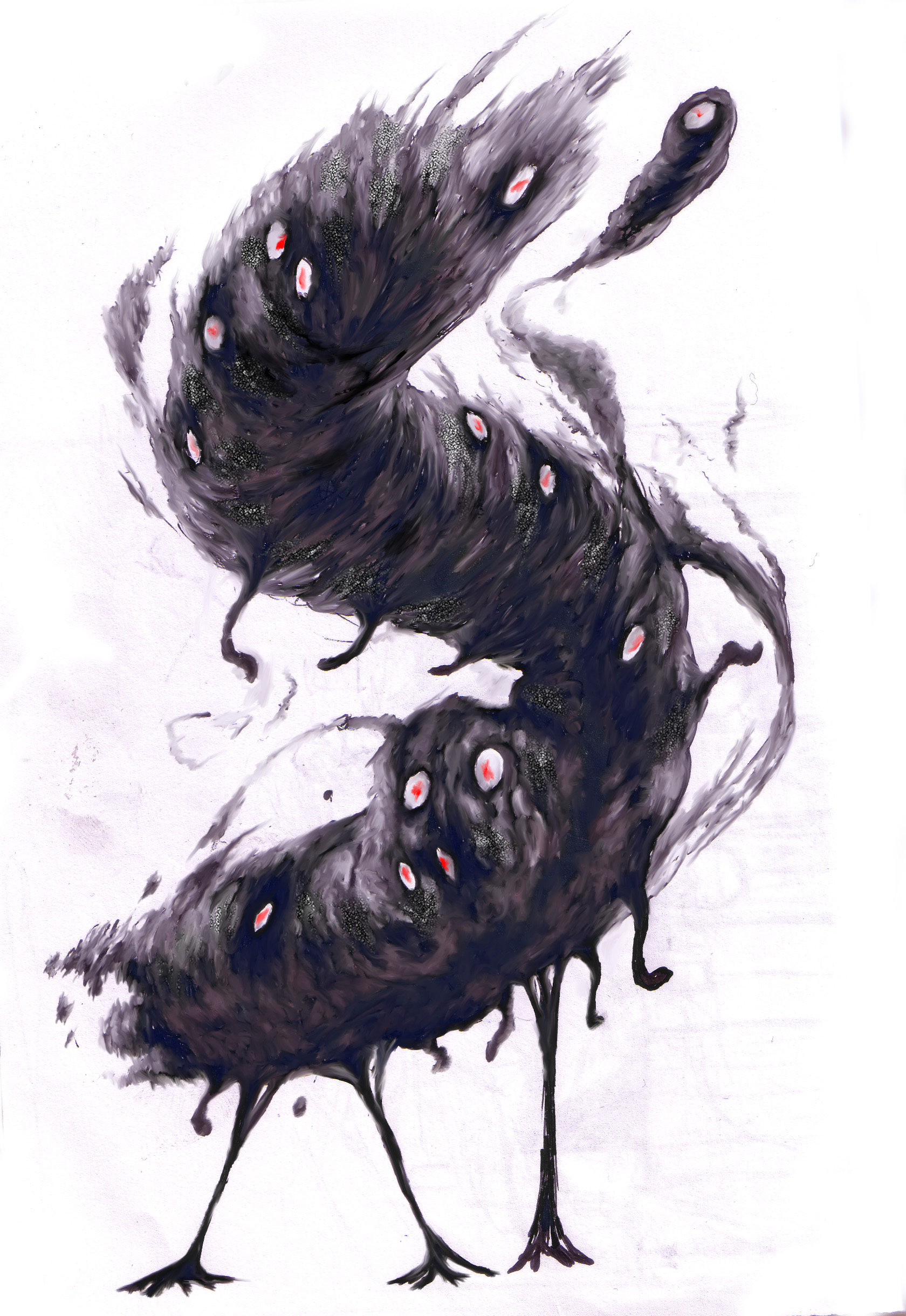
Polpo volante

Lovecraft, ne L'ombra calata dal tempo, così descrive queste creature:

[I polpi volanti erano] un'orribile razza antica dalle sembianze di polpi, entità totalmente aliene...Erano fatti solo in parte di materia e potevano fluttuare nell'aria, sebbene privi di ali...[Esibivano] una mostruosa plasticità...alle volte diventavano invisibili (H.P. Lovecraft, H.P. Lovecraft, tutti i racconti 1931-1936, Arnoldo Mondadori Editore, Milano, 1991)

## Informazioni generali
I loro sensi non includono la vista e sono solo parzialmente composti di materia, anche se non possono passare attraverso i corpi solidi. Sono creature molto resistenti e solo delle forti scariche di energia elettrica possono ferirli o distruggerli (per questo i soldati dell'esercito della Grande Razza di Yith sono equipaggiati con pistole elettriche). Le loro menti sono così strane che la Grande Razza non può effettuare trasferimenti psichici con loro.
Possono galleggiare nell'aria anche se sono sprovvisti di ali  e lasciano enormi impronte quando si muovono sul terreno. Sono inoltre in grado di diventare invisibili. Lottano sfruttando la loro capacità di controllare il vento.
S. T. Joshi suggerisce che questi esseri, oltre a Nettuno, popolavano anche i pianeti di Yuggoth (Plutone), Yaksh e Tond. Giunti sulla Terra, edificarono delle città di basalto con alte torri prive di finestre. Quando tentarono di conquistare gli oceani, i polpi vennero respinti dai Grandi Antichi; di conseguenza, si limitarono a colonizzare la superficie del pianeta.
Quando la Grande Razza di Yith giunse sulla Terra, combatté contro i polpi e li obbligò a rifugiarsi nel sottosuolo. La Grande Razza di Yith sigillò gli ingressi delle dimore sotterranee dei polpi con trappole di vario tipo. Le loro grandiose città di basalto non vennero però demolite, forse per non dimenticare mai l'orrore che si celava sotto la crosta terrestre.
Alla fine del Cretaceo (circa 50 milioni di anni fa), i polpi riuscirono a liberarsi e sterminarono la Grande Razza, tornando subito a vivere nel sottosuolo, in cui avevano trovato un habitat ideale.

## Altre apparizioni
- La band The Darkest of the Hillside Thickets pubblicò una canzone intitolata Ride the Flying Polyp nel loro album The Shadow Out of Time (2007).
- I polpi volanti sono stati senza dubbio d'ispirazione per gli ideatori di Aura Beasts, il mostro che appare nel videogioco Psi-Ops: The Mindgate Conspiracy.
- Una coppia di polpi volanti appare come nemico verso la fine del videogioco Call of Cthulhu: Dark Corners of the Earth.
- Appaiono delle specie di polpi volanti nel gioco Resistance Fall of Man.